# Divočina Clearwater
Divočina Clearwater je 57,4 km² rozlehlá divočina, kterou v roce 1984 vyhlásil Kongres na základě zákona o divočinách z roku 1964, který vytvořil systém divočin ve Spojených státech. Nachází se na severovýchodě okresu Pierce v americkém státě Washington, jihovýchodně od města Tacoma, v Kaskádovém pohoří. Na jižní hranici sousedí s národním parkem Mount Rainier, a tak nabízí úchvatné výhledy na horu Mount Rainier.

## Popis
Nejvyšší horou divočiny je se svými 1 856 metry nad mořem Bearhead Mountain (Medvědí hlava), pod kterou se nachází horní tok severně tekoucí řeky Clearwater. Pralesy skládající se z douglasek, jedlovců západních a zeravů obrovských jsou přístupné po turistických stezkách a vyživovány mnoha malými vodními toky a osmi malými jezery, mezi něž patří také Summit Lake. Podrost lesů se skládá především z mechů a kapradí. V období dešťů mezi říjnem a květnem napadne zhruba 90 procent ročních srážek, což může být až 7,6 metrů. Ve vyšších nadmořských výškách může sníh zůstat až do července.
Mezi zvěř obývající divočinu patří medvědi, jeleni, veverky, tchoři, mývali, svišťové a jeleni wapiti.

## Turistické stezky
- Summit Lake Trail je snadná, 4 km dlouhá stezka, stoupající 460 metrů k nádhernému modrému jezeru Summit Lake, jižně od kterého se nacházejí skvělé výhledy na Mount Rainier.
- Clearwater Trail je desetikilometrový sestup ke klidné řece Clearwater. Dále stezka pokračuje k Lily Creeku a k malému Cedrovému jezeru, které je obklopeno lesy.
- Summit Lake and Bearhead Mountain Trail je středně obtížná čtrnáctikilometrová stezka stoupající 610 metrů k nejvyššímu bodu divočiny, na které se na jedné z lučin nabízí skvělé výhledy na Mount Rainier.
- Carbon Trail je kroutivá, 15 km dlouhá stezka, která navazuje na Summit Lake Trail.

Webová stránka systému divočin v USA nabízí seznam toho, na co by se nemělo zapomenout při výletu do divočiny.